# Коронація в Польщі
Коронація короля Польщі — урочиста церемонія коронації нового монарха Польщі, під час якої коронаційна корона, традиційно т. зв. корона Болеслава Хороброго, була покладена на голову нового короля. Хоча й були випадки, коли королі коронувались іншими коронаційними коронами.
Коронація короля, як правило, супроводжувалася коронацією королеви. Однак королеву могли коронувати й на окремій церемонії.
З 1569 року, після утворення Речі Посполитої, в яку входили землі Польщі, України, Литви і Білорусі, на елекційних сеймах обирався король Речі Посполитої, який на коронаційному сеймі коронувався монархом Речі Посполитої.

## Історія
Перші королі Польщі, починаючи з Болеслава Хороброго в 1025 році, коронувались у Соборі в Гнезні. 1076 р. коронації в Польщі припинились.
Відновлення королівської гідності в Польщі відбулось 1295 року за князя Пшемисла II, який також коронувався у Гнездо.
Король Богемії та Польщі Вацлав III (1305—1306) був убитий в Олмоуці 4 серпня 1306 р., до того як його встигли коронувати на короля Польщі.
Після завоювання південних територій Володислав I Локетек 1320 року провів ритуал коронації у Вавельському соборі в Кракові, яку зробив столицею Королівства Польщі.
Традиційна корона «Болеслава Хороброго» насправді не мала нічого спільного з першими королівськими коронами. Вона виникла набагато пізніше, лише для королівської коронації Владислава I в 1320 році. Однак її називали «Короною Хороброго», щоб підкреслити традицію польської державності та важливість спадкоємномті влади.
Після коронації Казимира III Людовік Анжуйський вивіз корону в Угорщину, щоби її не використовували для коронації претендента, яка не була його нащадком. Пізніше корону і скіпетр імператор Сигізмунд Люксембурзький повернув Володиславу II Ягайлові та урочисто привіз до Вавеля. Однак це сталося вже після коронації Ягайла, для якої виготовили нову корону.
1569 року, після утворення Речі Посполитої, в яку входили терени Польщі, України, Литви і Білорусі, на монарха обирали короля Речі Посполитої, який мав титул: Божою Ласкою король Речі Посполитої, Захисник Віри, Православна Величність Великий князь Литовський, Великий князь Руський, Прусський, Мазовецький, Жмудський, Київський, Волинський, Подільський, Підляський, Інфлянтський, Смоленський, Сіверський, Чернігівський та ін.
Після розділів Речі Посполитої та окупації великої частини Польщі російськими військами, відповідно до положень Віденського конгресу короля Прусії Фридріха Августа змусили відмовитися від титулу Князя (герцога) Варшави, а в новоствореному «Царстві Польському» титул прийняв російський імператор Олександр I.
24 травня 1829 р. в Сенаторській залі Королівського замку Варшави відбулася коронація Миколи I на короля Польщі. Після початку Листопадового повстання 1830 року, сейм Королівства Польського інтронізував й позбавив корони династію Романових, та оголосив про період міжкоролів'я, заявивши про свою прерогативу передачі престолу інший монаршій династії. Таким чином польські історики вважають, що царя Миколи I (а також його нащадків) було позбавлено титулу і права на престол короля Польщі.

## Коронації
| №.  | Ім'я                     | Зображення | Дата коронації    | Місце коронації              | Хто коронував                                                      | Примітки |
| --- | ------------------------ | ---------- | ----------------- | ---------------------------- | ------------------------------------------------------------------ | --- |
| 1.  | Болеслав І Хоробрий      |            | 18 квітня 1025    | Гнєздо – катедра митрополича | Іполіт, біскуп Гнєзденський                                        | |
| 1.  | Ода Мейзенська           |            | 18 квітня 1025    | Гнєздо – катедра митрополича | Іполіт, біскуп Гнєзденський                                        | Нема відомостей, що коронація королеві відбувалась |
| 2.  | Мешко II В'ялий          |            | 25 грудня 1025    | Гнєздо – катедра митрополича | Іполіт, біскуп Гнєзденський                                        | Мешко II відмовився від корони в 1032 році. |
| 2.  | Рикса Лотаринзька        |            | 25 грудня 1025    | Гнєздо – катедра митрополича | Іполіт, біскуп Гнєзденський                                        | В історичних хроніках називається як "перша королева Польщі" |
| 3.  | Болеслав II Щедрий       |            | 25 грудня 1076    | Гнєздо – катедра митрополича | Богуміл, біскуп Гнєзденський                                       | |
| 3.  | Вишеслава Київська       |            | 25 грудня 1076    | Гнєздо – катедра митрополича | Богуміл, біскуп Гнєзденський                                       | |
| 4.  | Пшемисл II               |            | 26 червня 1295    | Гнєздо – катедра митрополича | Якуб Свінка, біскуп Гнєзденський                                   | |
| 4.  | Малгозата Бранденбурзька |            | 26 червня 1295    | Гнєздо – катедра митрополича | Якуб Свінка, біскуп Гнєзденський                                   | |
| 5.  | Вацлав II                |            | Серпень 1300      | Гнєздо – катедра митрополича | Якуб Свінка, біскуп Гнєзденський                                   | Король Чехії у 1278–1305 рр. |
| 6.  | Ельзабета Рикса          |            | 26 травня 1303    | Прага – Катедральний Собор   | Генріх з Вербна, біскуп Вроцлавський                               | Дружина Вацлава II |
| 7.  | Володислав I Локетек     |            | 20 січня 1320     | Катедральна Базиліка, Краков | Яніслав, біскуп Гнєзденський                                       | |
| 7.  | Ядвіга Болеславівна      |            | 20 січня 1320     | Катедральна Базиліка, Краков | Яніслав, біскуп Гнєзденський                                       | |
| 8.  | Казимир III              |            | 25 квітня 1333    | Катедральна Базиліка, Краков | Яніслав, архибіскуп Гнєзденський                                   | Король Польщі (1333—1370); Король Русі (1349—1370). |
| 8.  | Альдона Ґедимінівна      |            | 25 квітня 1333    | Катедральна Базиліка, Краков | Яніслав, архибіскуп Гнєзденський                                   | |
| 9.  | Людовик Анжуйський       |            | 17 листопада 1370 | Катедральна Базиліка, Краков | Ярослав Богорія, архибіскуп Гнєзденський                           | Король Угорщини та Хорватії (з 1342 року), король Польщі (з 1370 року), король Русі (з 1370 року), також титулувався король Галичини та Волині. Дружина Людовіка Анжуйського Єлизавета Боснійська не була коронована на королеву Польщі і Русі.        |
| 10. | Ядвіга Анжуйська         |            | 16 жовтня 1384    | Катедральна Базиліка, Краков | Бодзата, архибіскуп Гнєзденський                                   | Коронована як Король Польщі. З 1386 р. дружина Великого князя Литовського Володислава II Ягайла та співправителька Литви; з 1387 р. — Королева королівства Русі.                                                                                       |
| 11. | Володислав II Ягайло     |            | 4 березня 1386    | Катедральна Базиліка, Краков | Бодзата, архибіскуп Гнєзденський                                   | Великий князь Литовський Чоловік королеви Ядвіги Анжуйської |
| 12. | Анна Цельська            |            | 25 лютого 1403    | Катедральна Базиліка, Краков | Микола Куровський, примас Польщі                                   | друга дружина Володислава Ягайла |
| 13. | Елізабета Грановська     |            | 19 листопада 1417 | Катедральна Базиліка, Краков | Ян Жешовський, Архиєпископ Львівський                              | треття дружина Володислава Ягайла |
| 14. | Софія Гольшанська        |            | 5 березня 1424    | Катедральна Базиліка, Краков | Войцех Яструбець, примас Польщі                                    | четверта дружина Володислава Ягайла. Донька Великого князя Київського, королева Польщі і Русі, Велика княгиня Литовська з 1424 р. |
| 15. | Володислав III Варненчик |            | 25 липня 1434     | Катедральна Базиліка, Краков | Войцех Яструбець, примас Польщі                                    | Син Софії Гольшанської та Володислава II Ягайла. Король Польщі, Угорщини, Далмації, Хорватії і землі Краків, Сандомирії, Сирадії, Лехії, Куявії, Великий князь Литовський, Помор'я, Господар і спадкоємець Королівства Русі.                           |
| 16. | Казимир IV Ягеллончик    |            | 25 червня 1447    | Катедральна Базиліка, Краков | Вінсент Кот, примас Польщі                                         | Син Софії Гольшанської та Володислава II Ягайла. Король Польщі, землі Краківської, Сандомирії, Сирадії, Лехії, Куявії, Великий князь Литовський, Господар і Спадкоємець Королівства Русі, Пруссії, Хелмна, Ельблонга та Помор'я.                       |
| 17. | Єлизавета Габсбург       |            | 10 лютого 1454    | Катедральна Базиліка, Краков | Іван Спровський, примас Польщі                                     | дружина Казимира IV |
| 19. | Іван I Ольбрахт          |            | 23 вересня 1492   | Катедральна Базиліка, Краков | Збигнев Олесницький, примас Польщі                                 | Третій син Казимира IV та Єлизавети Габсбург. Король Польщі, землі Краківської, Сандомирської, Сєрадської, Ленчицької, Куявської, Великий князь Литовський, Господар і спадкоємець Королівства Русі, Прусії, Хелмна, Ельблонга та Помор'я.             |
| 20. | Олександр Ягеллончик     |            | 12 грудня 1501    | Катедральна Базиліка, Краков | Фридерик Ягеллончик, примас Польщі                                 | Четвертий син Казимира IV та Єлизавети Габсбург. Великий князь Литовський, Великий князь Руський (1492—1501); король Польщі, Господар і спадкоємець Королівства Русі (1501—1506). Дружина Олександра Олена Московська ніколи не була коронована.       |
| 21. | Сигізмунд I Старий       |            | 24 січня 1507     | Катедральна Базиліка, Краков | Анджей Боришевський, примас Польщі                                 | П'ятий син Казимира IV та Єлизавети Габсбург. Король Польщі, Землі Краківської, Сандомирської, Ленчицької, Сирадії, Куявії, Великий князь Литовський, Господар і Спадкоємець Королівства Русі, Пруссії, Хелмно, Ельблонга та Померанії, князь Мазовії. |
| 22. | Барбара Запольська       |            | 8 лютого 1512     | Катедральна Базиліка, Краков | Ян Ласький, примас Польщі                                          | Дружина Сигізмунда І |
| 23. | Бона Сфорца              |            | 18 березня 1518   | Катедральна Базиліка, Краков | Ян Ласький, примас Польщі                                          | Друга дружина Сигізмунда І |
| 24. | Сигізмунд II Август      |            | 20 лютого 1530    | Катедральна Базиліка, Краков | Ян Ласький, примас Польщі                                          | Перший король Речі Посполитої Син Сигізмунда І та Бони Сфорци |
| 25. | Королі Речі Посполити    |            | з 1574 р.         |                              |                                                                    | Королі Речі Посполитої обирались на Елекційних Сеймах та коронувались на Коронаційних Сеймах Речі Посполитої. |
| .   | Микола Павлович          |            | 24 травня 1829    | Королівський замок у Варшаві | Коронував сам себе, примас Ян Павло Воронич лише подав йому корону | "Цар Польський". Детронізований Сеймом 1831 р. |